# Diogo Salomão
Diogo Ferreira Salomão (Amadora, Lisboa, 14 de septiembre de 1988) es un futbolista portugués. Juega de delantero.

## Trayectoria
El 28 de junio de 2011 llegó cedido al Deportivo de La Coruña. Para la temporada siguiente volvió al Deportivo donde debutó en la Primera División.
En el mercado invernal de la temporada 2013-14 se anunció su vuelta al Deportivo hasta final de temporada. El 2 de marzo de 2014 se lesionó en la rodilla derecha en el encuentro que disputaba contra el Hércules y se perdió lo que quedaba de temporada tras comprobar que su diagnóstico era rotura de ligamento cruzado anterior.
El 23 de julio de 2014 se hizo oficial su cesión al Deportivo por cuarta ocasión para la temporada 2014-15. En la última jornada marcó el segundo y definitivo gol que supuso el empate en el Camp Nou con el que el Deportivo consiguió la permanencia en Primera un año más.
El 28 de agosto de 2015 se anunció el acuerdo entre el Sporting Clube de Portugal y el R. C. Deportivo de La Coruña para fichar por una temporada con opción a dos más. Unos problemas en el contrato hicieron que finalmente no fichase por el Deportivo de La Coruña.

## Clubes
| Club                                  | País           | Año       |
| ------------------------------------- | -------------- | --------- |
| Casa Pia A. C.                        | Portugal       | 2007-2009 |
| Real S. C.                            | Portugal       | 2009-2010 |
| Sporting de Portugal                  | Portugal       | 2010-2013 |
| R. C. Deportivo de La Coruña (cedido) | España         | 2011-2013 |
| Sporting de Portugal "B"              | Portugal       | 2013-2016 |
| R. C. Deportivo de La Coruña (cedido) | España         | 2014-2015 |
| R. C. D. Mallorca                     | España         | 2016-2017 |
| F. C. Dinamo de Bucarest              | Rumania        | 2017-2019 |
| Al-Hazm                               | Arabia Saudita | 2019      |
| FCSB                                  | Rumania        | 2019-2020 |
| C. D. Santa Clara                     | Portugal       | 2020-2021 |
| C. F. Estrela da Amadora              | Portugal       | 2021-2023 |
| F. C. Alverca                         | Portugal       | 2023-2024 |